# Todo o nada (película de 1984)
Todo o nada es una película de Argentina en colores  dirigida por Emilio Vieyra según su propio guion escrito en colaboración con Hebert Posse Amorim que se estrenó el 2 de agosto de 1984 y tuvo como principales intérpretes a Julio De Grazia, Silvia Montanari, Adrián "Facha" Martel, Reina Reech y Ricardo Lavié.

## Sinopsis
Un vendedor ambulante y un desocupado empiezan a trabajar en una empresa traficante de drogas.

## Argumento
El film transcurre en Buenos Aires en el año 1984. Cazenave (Adrián "Facha" Martel) es un desempleado que hace lo imposible por mantener el standard de vida de su familia. 
Caminando por la calle, logra desbaratar el robo a un vendedor ambulante, Natalio (Julio De Grazia). Natalio es bonachón y bienintencionado, y le anuncia a Cazenave que lo ayudará en su búsqueda laboral como una manera de agradecerle. 
Lo presenta a su jefa, Sonia, (Silvia Montanari), y en efecto, Cazenave comienza a trabajar de vendedor ambulante, al igual que Natalio, quien le da consejos y recomendaciones para poder hacer buenas ventas. 
Sonia, de a poco, comienza a enamorarse de Cazenave, y decide retirarlo de la venta ambulante y colocarlo como su asistente personal. Natalio no se siente molesto en lo más mínimo; le tomó cariño a Cazenave y se alegra genuinamente de su ascenso laboral.
Cazenave y Sonia se convierten en amantes, y muy pronto él se da cuenta de que, en realidad, Sonia dirige, junto con su marido, un cartel de narcotraficantes que utiliza como pantalla, además de la venta ambulante, un local nocturno en el cual la máxima estrella es Michel, interpretado por (Jean Francois Casanovas). Michel, aunque en teoría responde a las órdenes de Sonia, en realidad trabaja para una banda rival. 
Este es el nudo argumental más nítido del film: los intentos de Michel por boicotear a sus patrones, la lucha que se desencadena entre ambas facciones, y la lucha de Cazenave por verse fuera del conflicto.

## Reparto
- Julio De Grazia … Natalio Vitale
- Silvia Montanari … Sonia
- Adrián "Facha" Martel … Carlos Cazenave
- Reina Reech ... Raquel
- Ricardo Lavie... Atilio Roca
- Jean-François Casanovas … Michel, el transformista
- Rogelio Romano … Peirano
- Zelmar Gueñol … Aníbal
- Maurice Jouvet … Librero
- Juan Carlos Galván … El Nene
- Norman Erlich … Carlos Rossi
- Roberto Antier … Daniel
- Mario Luciani … Delincuente
- Ricardo Morán … Vendedor en tren
- Rolando Dumas … Delincuente
- Luis Galard
- Alfredo Lepore … Delincuente
- Vicky Schocrón … Laura
- Nya Quesada … Doña Rosa
- Hugo Castro
- Juan Carlos Corazza
- Andrés Bello
- Sandra Muñoz
- Esther García
- Víctor Papatino
- Pamela Sanders
- Alejandrina Restano
- Jorge Crescifully
- Bárbara Flash
- Alejandra Smith
- Tito Nogueira
- Gustavo Berazategui
- Laura Sordi
- Alana Jackson
- Lina Eves
- Román Martel
- Facundo Rosón
- Adrián Gasullo

## Comentarios
"Todo o nada" es una obra cinematográfica que no llegó a tener trascendencia alguna. Aunque sus realizadores apostaron a un elenco de alto perfil, el producto final no logró cautivar al gran público. En paralelo, ninguno de sus actores suele mencionarlo en sus antecedentes. Adrián Martel siempre omitió hablar de él, a pesar de que fue su único film protagónico. 
En 1984 el cine de "destape" predominaba, y "Todo o nada" se sumó a la tendencia. El filme, en efecto, cuenta con varios momentos de sexo no explícito (lo que hizo que se lo clasificara para menores de 18 años). Sin embargo, no alcanzó para generar una adhesión masiva. 
En un nivel enunciativo, el filme también parece proponer jugar con los límites impuestos por las normas sociales de la época. La recurrencia a los temas adultos es perceptible, en una sucesión extensa de chistes y comentarios sexuales. Pero el resultado es un intento primitivo, casi infantil, de llamar la atención del espectador. El guión anodino, el doblaje defectuoso, la escasa creatividad fílmica y la pobreza técnica sabotearon todo intento de generar un lazo entre "Todo o Nada" y su público. 
El humor juega una parte importante en el script, como solía suceder con todos los guiones de Hebert Posse Amorim. Estas expresiones de humor se enmarcaban, algunas en el sexo, otras en la política y en la realidad nacional luego de la dictadura. Sin embargo (posiblemente por la escasa calidad del doblaje), también los gags carecen de efecto y, simplemente, no causan gracia. 
Se debe señalar que las tomas en exteriores son generosas y permiten una visión cabal de la Buenos Aires de los años 80. En este sentido, toda la obra de Posse Amorin es un intento bien logrado de inmortalizar la ciudad. Las escenas en exteriores marcan el punto más alto del film y resultan interesantes para quienes exploran la historia arquitectónica porteña.
La Nación opinó:

«Julio De Grazia repite fórmulas conocidas. La fotografía y la música poco colaboran para elevar la calidad de tan insustancial relato.»

Manrupe y Portela escriben:

«Horrible policial con violencia, con un cast curioso y nada más.»